# Kauterisation
Bei der Kauterisation (von lateinisch cauterisatio ‚Brennen mit dem Brenneisen oder einem Ätzmittel‘), Kauterisierung oder Kaustik (von altgriechisch καυστός kaustos, deutsch ‚verbrannt‘) wird Gewebe durch den Kauter oder chemische Mittel (Ätzmittel) zerstört. Dadurch kann z. B. eine Blutung gestoppt oder eine gutartige Wucherung entfernt werden.

## Kauter

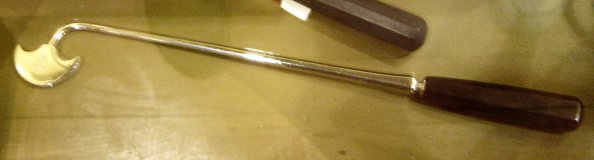
Kauter

Der Kauter (altgriechisch kautêr) oder das Kauterium (lateinisch cauterium; Verbrenner, Brenneisen, Glüheisen) ist ein chirurgisches Instrument zum Kauterisieren (auch „Kautern“ genannt), das bereits in der Zeit der Pharaonen in Ägypten erfunden wurde und heute als Elektrokauter in Form einer feinen, durch elektrischen Strom erhitzten Drahtschlinge zum Einsatz kommt. Im Wesentlichen dient der Kauter während einer Operation zur Blutstillung oder zum Schneiden. Die entsprechende Operationstechnik ist die Elektrokaustik.
Synonym wird für die Kauterisation mittels Elektrokauter oft der Begriff Diathermie gebraucht.

## Geschichte
Die Kauterisation mit dem Glüheisen wird seit der Antike, so in der griechisch-römischen Medizin, als Alternative zu Torsion und Ligatur (Gefäßunterbindung) verwendet (etwa bei Antyllos), um Blutungen zu stoppen. Das frühere Verfahren, etwa im Rahmen von Amputationen, war einfach: Ein Stück Metall wurde über Feuer erhitzt und auf die Wunde aufgetragen. Dies führte dazu, dass sich Gewebe und Blut schnell auf extreme Temperaturen erhitzten, was eine Koagulation des Blutes zur Folge hatte und somit die Blutung auf Kosten umfangreicher Gewebeschäden kontrollierte.
Kauterisation war bereits im Mittelalter eine häufige Behandlung, manchmal unbeabsichtigt wie beim Hubertusschlüssel.
Der Kauter wird im Corpus Hippocraticum beschrieben. Auch im 7. Jahrhundert verwendeten chirurgisch tätige Ärzte, wie Paulos von Aigina berichtete, das Glüheisen, um Blutungen zu vermeiden. Um 960 entwickelte Abu Al-Qasim Techniken und Instrumente zur Kauterisierung und beschrieb sie in seinem Buch At-Tasrif. So setzte er das Glüheisen etwa bei Leistenbruchoperationen ein. Seine Techniken beeinflussten die medizinische Welt fünf Jahrhunderte lang weiter. Der im Mittelalter als Glühkauter aus Gold oder Eisen bestehende Kauter wurde bereits in der Antike vielseitig eingesetzt: als Gegenreiz, als Hämostatikum, als unblutiges Messer, als Mittel zur Zerstörung von Tumoren und vieles mehr. Später wurden spezielle medizinische Instrumente, sogenannte Cutter, verwendet, um Arterien zu kauterisieren. Die bereits im 2. Jahrhundert bekannte Technik der Arterienligatur als Alternative zur Kauterisation oder zum Einsatz von Styptica wurde später von Ambroise Paré verbessert und effektiver eingesetzt. Im Jahr 1930 gab Gustav Maurer (1895–1956) mit der Thorakokaustik bzw. „Ausschälungsthorakokaustik“ ein verbessertes Verfahren zur Lösung pleuraler Verwachsungen von der Brustwand bekannt.

## Chemische Kauterisation
Viele chemische Reaktionen können Gewebe zerstören und einige werden routinemäßig in der Medizin eingesetzt, meist zur Entfernung kleiner Hautläsionen wie Warzen oder nekrotischem Gewebe oder zur Blutstillung. Da Chemikalien in Bereiche gelangen können, die nicht für die Kauterisation vorgesehen sind, sind Laser- und elektrische Methoden praktischer. Einige Kauterisationsmittel sind:
- Silbernitrat ist der Wirkstoff des Lunarkaustiks, eines Stabes, der traditionell wie ein großes Streichholz aussieht. Er wird in Wasser getaucht und für einige Momente auf die Läsion gedrückt.[15]
- Trichloressigsäure[16]
- Cantharidin ist ein Extrakt des Blasenkäfers, der epidermale Nekrose und Blasenbildung verursacht.[17] Es wird zur Behandlung von Warzen eingesetzt.[18]